# Berti Persoons
Berti Persoons (Maaseik, 3 mei 1953) is een Vlaamse jeugdauteur en onderwijzer.

## Leven
Berti Persoons groeide op in Maasmechelen (België) en studeerde af als onderwijzer. Hij werkte een tijd als pedagogisch schoolbegeleider in Vlaanderen en begeleidde volwassenen met lees- en schrijfproblemen. Hij heeft ook interesse in mindfulness en volgde een opleiding als trainer. In 2008 startte hij daarbovenop nog de vierjarige opleiding als psychotherapeut in Berchem. Die studies combineerde hij met het schrijven van enkele boeken over mindfulness bij kinderen. In 2012 schreef hij zijn eerste fictieboek voor jongeren, Mijn papa is een held.

## Werk
Berti Persoons debuteerde in 2012 met Mijn papa is een held, een boek over de tienjarige Joost die de dood van zijn vader, een brandweerman, probeert te verwerken. Hij krijgt het moeilijk als er een nieuwe man in het leven van zijn moeder komt en hij begint te twijfelen aan de omstandigheden van zijn dood. Mijn papa is een held is een aandoenlijk boek over de dood, afscheid en het gezinsleven. De schrijver schetst met weinig woorden een aangrijpende en soms ongemakkelijke sfeer en de suggestieve, grijze illustraties versterken op gepaste wijze het verhaal. Voor die illustraties werkt hij samen met Katherina Ritzoglou.
Berti Persoons schrijft naast fictie ook non-fictie voor kinderen. Hij start vanuit zijn geloof in mindfulness en schreef boeken als Mindful omgaan met plagen en pesten en Mindful omgaan met kinderangsten. In Frog de wenskikker combineert hij voor de eerste keer de twee stijlen die hij hanteert. In het boek zitten namelijk 18 verhaalfiches over Frog de kikker die de wereld gaat verkennen. Er kan aan de hand van een begeleidend boekje een gesprek worden gevoerd over de levenswijsheden van de kikker en opdrachten uitvoeren met kinderen. Het fictieverhaal van de kikker zou dan aanzet moeten zijn om kinderen beter te leren kennen en sterker in het leven te laten staan.